# Alarm- und Ausrückeordnung

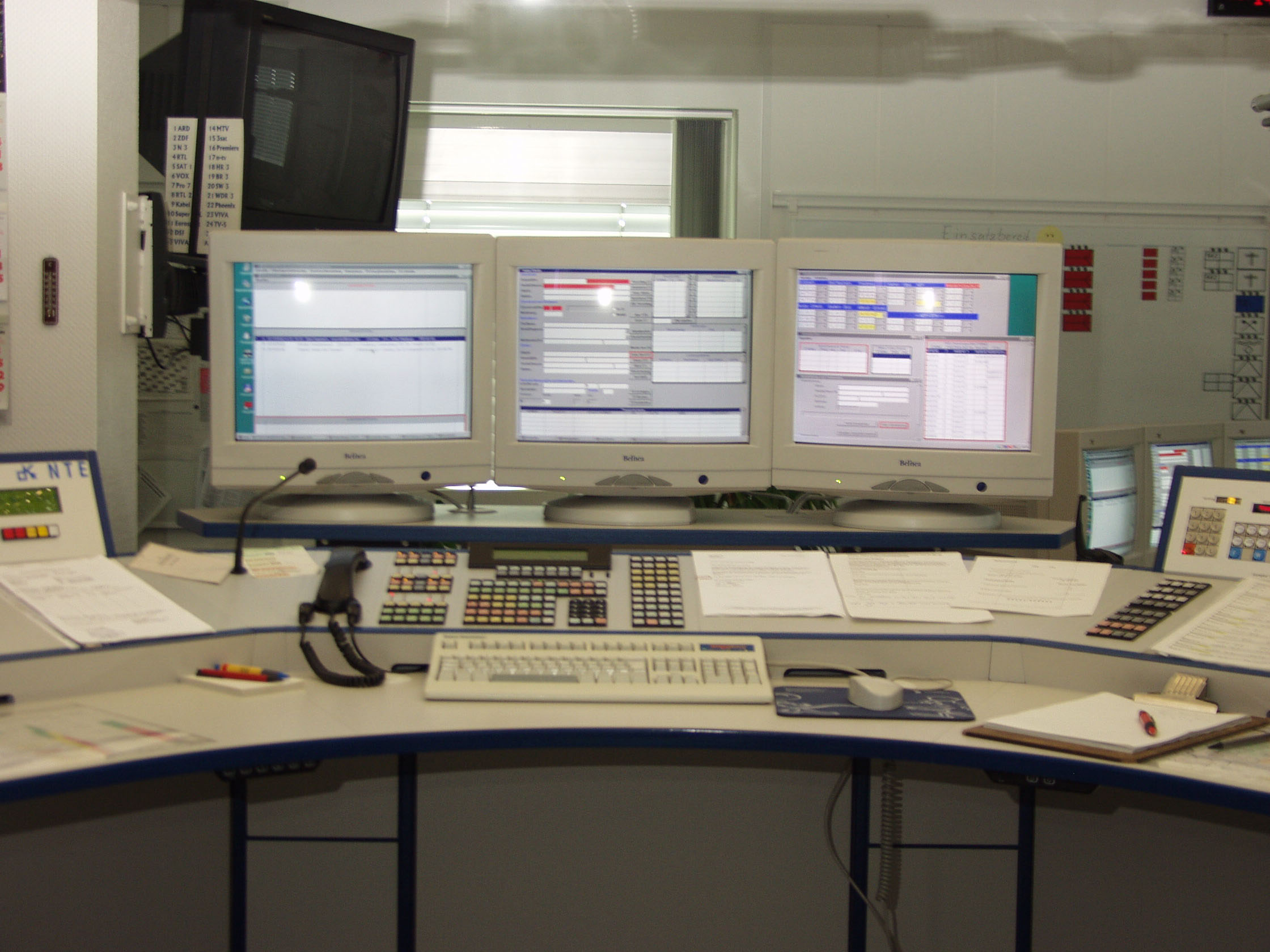
Arbeitsplatz einer Leitstelle

Eine Alarm- und Ausrückeordnung (AAO) enthält in Deutschland Grundregeln für die Alarmierung der Behörden und Organisationen mit Sicherheitsaufgaben bei Einsatzlagen. Sie ist wichtig für die Gefahrenabwehr.

## Struktur
Eine Alarm- und Ausrückeordnung besteht aus Alarmstichworten, Alarmstufen und den daraus folgenden Alarmreaktionen. Das Alarmstichwort besteht aus einem kurzen, prägnanten Wort, das die Art des Alarmes definiert. Die Alarmstufe beschreibt das Ausmaß bzw. die Größe eines Alarmes in Form einer Ziffer oder durch Wörter wie „klein“, „mittel“ oder „groß“. Der Kombination von Alarmstichwort und Alarmstufe stehen Alarmreaktionen gegenüber – also was in einem bestimmten Fall alarmiert werden soll.
In Deutschland haben sich im Bereich der Hilfsorganisationen ähnliche Alarmstichworte bzw. „Alarmkategorien“ herausgebildet, die meistens mit einem Buchstaben abgekürzt werden, dem die Alarmstufe als Zahl nachgestellt wird (beispielsweise „F2“).
- Mögliche Stichworte aus dem Bereich der Feuerwehr (fett: Abkürzung):
  - Feuer bzw. Brand bei Brandeinsätzen,
  - Hilfe bzw. TH bei Technischen Hilfeleistungseinsätzen,
  - Gefahrgut bzw. GSG bei Gefahrgutunfällen und Einsätzen mit gefährlichen Stoffen und -gütern,
  - Wasser bei Einsätzen auf Gewässern; zum Beispiel Wasserrettung von Personen,
  - Bahn bei Einsätzen in und um Bahnanlagen.
- Mögliche Stichworte des Technischen Hilfswerkes:
  - Fachberater
  - Baufachberater
  - Beleuchtung, Einsatz für Fachgruppe Beleuchtung,
  - Räumen, Einsatz für Fachgruppe Räumen,
  - Rettung, Menschenrettung aber auch Tierrettung,
  - Sprengen, Einsatz für Fachgruppe Sprengen,
  - Wasser, Einsatz für die Fachgruppe Wassergefahren oder die Fachgruppe Wasserschaden/Pumpen,
  - Brückenbau, Einsatz für die Fachgruppe Brückenbau
  - Instandsetzung, Einsatz für die Bergungsgruppe, die Fachgruppe Notversorgung und Notinstandsetzung, die Fachgruppe Infrastruktur oder die Fachgruppe Logistik, Materialwirtschaft,
  - Verpflegung, Einsatz für die Fachgruppe Notversorgung und Notinstandsetzung oder die Fachgruppe Logistik, Verpflegung,
  - Führung oder Kommunikation, Einsatz für den Zugtrupp, den Zugtrupp FK, Fachgruppe Führungsunterstützung, die Fachgruppe Kommunikation oder den gesamten Fachzug Führung/Kommunikation

Bei Großschadenslagen kommen auch die Stichwörter Vollalarm bzw. Großalarm oder MANV (Massenanfall von Verletzten) vor. In besonders schweren Fällen kann der Ausnahmezustand ausgerufen werden, eine einsatztaktische Anpassung der Organisationsabläufe, die im Gegensatz zum Notstand oder dem ebenfalls als Ausnahmezustand bezeichneten Staatsnotstand keine rechtlichen Auswirkungen hat.

## Bei Feuerwehr und Rettungsdienst
Die Alarm- und Ausrückeordnungen werden von der jeweils zuständigen Einsatzleitstelle, die u. a. für die Annahme von Notrufen verantwortlich ist, verwendet, um für bestimmte Alarmstichworte eine möglichst optimale Reaktion zu erreichen. Ein wichtiges Kriterium ist die Zeit, bis die erforderlichen Rettungsmittel zur Verfügung stehen (Hilfsfrist). Freiwillige Feuerwehren etwa brauchen eine gewisse Zeit, bis sie zur Verfügung stehen, Berufsfeuerwehren stehen schneller zur Verfügung – sind aber fast ausschließlich nur in Großstädten vorhanden. Außerdem sind die Einheiten unterschiedlich ausgerüstet. Hierbei spielt das jeweilige Alarmierungssystem der Feuerwehr eine relevante Rolle. Die AAO hängt von der Verteilung von Mannschaft und Gerät im Land sowie vom Zuständigkeitsbereich der Leitstelle bzw. vorhandenen Länder- bzw. Landkreisgrenzen ab.
Die AAO ist in den Arbeitsdaten der Software der Leitstelle gespeichert und beachtet auch die entsprechenden Alarmpläne der zu alarmierenden Einheiten. Das ermöglicht eine optimale Alarmierung, da die Software unter anderem Informationen über den Einsatzstatus von bestimmten Fahrzeugen hat. Das heißt beispielsweise, dass keine Fahrzeuge alarmiert werden, die defekt oder bereits im Einsatz sind. In Deutschland wird dazu das Funkmeldesystem (FMS) oder der Digitalfunk der Behörden und Organisationen mit Sicherheitsaufgaben genutzt.
Abhängig vom Alarmierungsstichwort (z. B. „Brand“ oder „Hilfeleistung“) und der vom Disponenten festgelegten Alarmierungsstufe (z. B. „B3“ oder „H1“) werden unterschiedliche Fahrzeuge oder Fahrzeugkombinationen alarmiert. Fahren bei Bränden ein oder mehrere Löschzüge die Einsatzstelle an, werden bei Hilfeleistungen Rüstzüge und bei Gefahrguteinsätzen Gefahrstoffzüge alarmiert. Bei kleinen Einsätzen (Mülleimerbrände, Notfalltüröffnung, umgestürzter Baum) können auch nur einzelne Fahrzeuge alarmiert werden – auch anwendbar bei zweifelhafter Meldung von Brandmeldeanlagen mit häufigen Fehlalarmen, eine Nachalarmierung ist immer möglich. Bei Großschadenslagen werden dagegen „Gesamtalarme“ ausgelöst und auch „überörtliche Hilfe“ aus anderen Gemeinden oder Kreisen hinzugezogen.
Ebenfalls legt die AAO fest, ob und welche Sonderkräfte zu einem Einsatz hinzugezogen werden, z. B.:
- Technische Fachberater bei Einsätzen, in denen Gefahrstoffe eine Rolle spielen (Fachberater Chemie), größere elektrische Anlagen betroffen sind (Fachberater Elektro) etc.
- der Notfallmanager der Deutschen Bahn und die Bundespolizei bei Einsätzen im Gleisbereich der Deutschen Bahn
- die PSNV-Teams und/oder die Notfallseelsorge.

Ausnahmen
In besonderen Fällen können die Verantwortlichen (Einsatzleiter, Leitstellen-Verantwortlicher) von der AAO abweichen, wenn es zur besseren und schnelleren Hilfe erforderlich ist. So können aus taktischen Gründen auf Weisung des Einsatzleiters Einsatzfahrzeuge mitgeführt werden, ohne dass diese von der Leitstelle alarmiert worden sind, beispielsweise eine Drehleiter bei einer Rettung auf dem Eis. Die Leitstelle muss über Abweichungen jedoch unterrichtet werden.